# 范植谷
范植谷（1954年—），臺灣交通界人士，曾任臺灣鐵路管理局局長、中國驗船中心董事長。

## 生平
范植谷是國立成功大學交通管理科學系學士、亞洲理工學院地質技術與交通工程碩士、國立交通大學運輸科技與管理學系博士。民國67年進入台鐵，經歷實習生、站務員、列車長、股長等。後轉任臺灣省政府交通處科長、臺灣省政府交通處副處長、交通部中部辦公室主任、臺灣汽車客運公司董事長。於臺汽任內推動民營化，台汽民營化完成後，轉任交通部參事。    
2006年11月，台鐵局長一職由該局副局長陳峰男升任，遺缺由范植谷接任；隔年6月，台鐵發生大里事故，陳峰男請辭獲准，局長一職由時任台鐵副局長的范植谷升任。
范植谷任台鐵局長後，針對臺灣運輸市場激烈變化，他規劃出以「環島鐵路網」及「車站區位」優勢為根基的臺鐵營運及行銷策略，並發展出本業及副業並重之雙核心模式。以此為策略，他積極推出多項台鐵創新革新業務，如郵輪式列車、微風廣場臺北車站BOT案等。
2013年7月，范植谷升任交通部常務次長，並繼續兼任台鐵局長。
2014年3月18日，行政院核定，鐵工局長周永暉調任台鐵局長；於4月7日交接，范植谷卸下台鐵局局長、專任交通部次長。
2017年7月20日，交通部宣布，配合《交通部組織法》第20條修正案，副首長人數由政務次長1人、常務次長2人修正為政務次長2人、常務次長1人；增設之政務次長1人經總統蔡英文核定由常務次長范植谷轉任，自7月14日生效。
2018年5月，原中國驗船中心董事長趙國樑退休，遺缺由范植谷兼任；同年7月16日，范植谷從公職榮退，專任中國驗船中心董事長。
2018年10月，台鐵發生普悠瑪事故，造成嚴重傷亡，范植谷也被列為究責對象之一；2019年5月22日，交通部部長林佳龍宣布以普悠瑪事故究責為由解除其職務；5月28日，交通部表示范植谷將在6月3日解除中國驗船中心董事長一職，由剛退休的航港局前局長謝謂君接任。

## 紀錄
2007年7月范植谷接任台鐵局長，至2013年7月共擔任該職6年，為台鐵除第三任莫衡局長（局長任內：1949年－1961年）之外最久者。

## 普悠瑪事故相關責任
由於范植谷在局長任內歷經普悠瑪列車採購、施工、驗收到營運整個過程，且被立委指稱在驗收時放水，引發爭議。2018年底，范植谷列入普悠瑪事故懲處名單內，記一小過。
2019年，范植谷與另外兩位台鐵前局長懲處都加重，其中范植谷從一小過加重為一大過兩小過。

## 軼聞
范植谷與後任局長鹿潔身、張政源為成大交管系同一屆、而且是同班同學。

## 外部連結
- 客家身影卅范植谷 曾是台鐵最年輕列車長
- 台灣新生報：雙鐵重要推手 許俊逸榮退 （页面存档备份，存于）
- 交通部增設政務次長一人由現任常務次長范植谷轉任 （页面存档备份，存于）

| 中華民國政府職務 | 中華民國政府職務                                        | 中華民國政府職務 |
| ---------------- | ------------------------------------------------------- | ---------------- |
| 行政院           |                                                         |                  |
| 前任： 陳峰男    | 臺灣鐵路管理局局長 第十九任 2007年6月27日－2014年4月7日 | 繼任： 周永暉    |